# بکوفافا سود
بکوفافا سود (انگلیسی: Bekofafa Sud) یک منطقهٔ مسکونی در ماداگاسکار است که در ناحیه بفوتاکا سود واقع شده‌است